# Atletica leggera ai Giochi della XXXII Olimpiade - Salto triplo femminile

Video integrale della Finale

Ai Giochi della XXXII Olimpiade la competizione di salto triplo femminile si è svolta nei giorni 30 luglio e 1º agosto 2021 presso lo Stadio nazionale di Tokyo.

## Presenze ed assenze delle campionesse in carica
| Competizione           | Atleta                 | Prestazione | Rio 2016  |
| ---------------------- | ---------------------- | ----------- | --------- |
| Olimpiadi 2016         | Caterine Ibargüen      | 15,17 m     | Presente  |
| Commonwealth 2018      | Kimberly Williams      | 14,64 m     | Presente  |
| Europei 2018           | Paraskeuī Papachristou | 14,81 m     | Presente  |
| Asiatici 2018          | Ol'ga Rypakova         | 14,26 m     | Presente  |
| Panamericani 2019      | Yulimar Rojas          | 15,11 m     | Presente  |
| Africani 2019          | Baya Rahouli           | 14,08 m     | Non qual. |
| Mondiali 2019          | Yulimar Rojas          | 15,37 m     | Presente  |
|                        |                        |             |           |
| Mondiali under 20 2018 | Aleksandra Nacheva     | 14,18 m     | Non qual. |

Graduatoria mondiale
In base alla classifica della Federazione mondiale, le migliori atlete iscritte alla gara erano le seguenti:
| Pos. | Atleta            | Punti | Note |
| ---- | ----------------- | ----- | ---- |
| 1    | Yulimar Rojas     | 1469  |      |
| 2    | Shanieka Ricketts | 1419  |      |
| 3    | Liadagmis Povea   | 1347  |      |

## La gara
Sei atlete si qualificano al primo salto. La migliore prestazione è 14,77 di Yulimar Rojas (Venezuela), la principale favorita per il titolo. Si assiste a due eliminazioni “eccellenti”: la campionessa europea Paraskeuī Papachristou e la pluricampionessa e primatista Ol'ga Rypakova.

In finale la venezuelana piazza al primo salto 15,41 m, nuovo record olimpico. La Rojas ipoteca la medaglia d'oro. La migliore delle seconde è Patrícia Mamona (Portogallo) con 14,91, nuovo record nazionale. Al secondo turno la spagnola Ana Peleteiro salta 14,77 stabilendo anch'essa il nuovo record nazionale: è terza. 

Ma gli occhi degli appassionati sono per Yulimar Rojas: sanno che in qualsiasi momento può battere il record del mondo, che resiste da 26 anni. La venezuelana azzecca all'ultimo turno il 15,67 che la proietta sul tetto del mondo.

Mamone e Peleterio si migliorano ulteriormente: 15,01 la portoghese, che consolida la sua seconda posizione, e 14,87 per la spagnola, che si assicura il bronzo.
Delude Caterine Ibargüen (Colombia), campionessa olimpica in carica, che non va oltre 14,25 e si classifica decima.
Le tre fasi del salto-record sono state misurate come segue: 
- balzo: 5,86 m;
- passo: 3,82 m;
- salto: 5,99 m.

## Risultati

### Qualificazioni
Qualificazione: 14,40 m (Q) oppure le 12 migliori atlete (q). 
| Pos. | Gruppo | Atleta                  | Nazionalità     | 1º    | 2º    | 3º    | Totale | Note |
| ---- | ------ | ----------------------- | --------------- | ----- | ----- | ----- | ------ | ---- |
| 1    | A      | Yulimar Rojas           | Venezuela       | 14,77 | —     | —     | 14,77  | Q    |
| 2    | A      | Ana Peleteiro           | Spagna          | 14,34 | 14,62 | —     | 14,62  | Q    |
| 3    | B      | Thea Lafond             | Dominica        | 14,60 | —     | —     | 14,60  | Q    |
| 4    | B      | Patrícia Mamona         | Portogallo      | 14,54 | —     | —     | 14,54  | Q    |
| 5    | B      | Liadagmis Povea         | Cuba            | 14,50 | —     | —     | 14,50  | Q    |
| 6    | B      | Shanieka Ricketts       | Giamaica        | 14,43 | —     | —     | 14,43  | Q    |
| 7    | A      | Caterine Ibargüen       | Colombia        | 14,02 | 14,08 | 14,37 | 14,37  | q    |
| 8    | B      | Hanna Minenko           | Israele         | 14,27 | 14,35 | 14,36 | 14,36  | q    |
| 9    | A      | Kimberley Williams      | Giamaica        | 13,38 | 13,86 | 14,30 | 14,30  | q    |
| 10   | B      | Rouguy Diallo           | Francia         | 14,20 | 14,29 | 13,91 | 14,29  | q    |
| 11   | A      | Keturah Orji            | Stati Uniti     | 14,26 | 13,91 | 14,17 | 14,26  | q    |
| 12   | B      | Kristiina Makela        | Finlandia       | 14,21 | 14,06 | 14,08 | 14,21  | q    |
| 13   | A      | Senni Salminen          | Finlandia       | 14,20 | 13,68 | 14,07 | 14,20  |      |
| 13   | A      | Neele Eckhardt-Noack    | Germania        | 13,88 | 13,92 | 14,20 | 14,20  |      |
| 15   | B      | Davisleydi Velazco      | Cuba            | 14,14 | x     | x     | 14,14  |      |
| 16   | B      | Ana José Tima           | Rep. Dominicana | 13,87 | 14,11 | x     | 14,11  |      |
| 17   | B      | Núbia Soares            | Brasile         | x     | 14,04 | 14,07 | 14,07  |      |
| 18   | B      | Viyaleta Skvartsova     | Bielorussia     | 13,93 | x     | 14,05 | 14,05  |      |
| 19   | A      | Evelise Veiga           | Portogallo      | 13,93 | 13,63 | 13,57 | 13,93  |      |
| 20   | A      | Olha Saladukha          | Ucraina         | 13,49 | 13,91 | 13,88 | 13,91  |      |
| 21   | A      | Dariya Derkach          | Italia          | 13,69 | 13,73 | 13,90 | 13,90  |      |
| 22   | A      | Gabriela Petrova        | Bulgaria        | x     | 13,79 | x     | 13,79  |      |
| 23   | A      | Jasmine Moore           | Stati Uniti     | x     | x     | 13,76 | 13,76  |      |
| 24   | B      | Olga Rypakova           | Kazakistan      | 13,66 | 13,69 | x     | 13,69  |      |
| 25   | B      | Tori Franklin           | Stati Uniti     | 13,23 | 13,68 | 13,58 | 13,68  |      |
| 26   | A      | Mariya Ovchinnikova     | Kazakistan      | x     | 13,34 | x     | 13,34  |      |
| 27   | B      | Yosiris Urrutia         | Colombia        | x     | x     | 13,16 | 13,16  |      |
| 28   | B      | Diana Zagainova         | Lituania        | x     | 13,10 | x     | 13,10  |      |
| 29   | A      | Roksana Khudoyarova     | Uzbekistan      | 12,63 | 13,02 | 13,01 | 13,02  |      |
| 29   | B      | Kristin Gierisch        | Germania        | x     | 13,02 | r     | 13,02  |      |
| 31   | A      | Irina Ektova            | Kazakistan      | x     | 12,90 | x     | 12,90  |      |
| 32   | B      | Paraskevi Papachristou  | Grecia          | x     | 12,23 | x     | 12,23  |      |
| —    | A      | Nadia Eke               | Ghana           | x     | x     | x     | —      | nm   |
| —    | A      | Leyanis Pérez Hernández | Cuba            | —     | —     | —     |        | NP   |

### Finale
| Pos. | Atleta             | Nazionalità | 1º    | 2º    | 3º    | 4º              | 5º              | 6º              | Totale | Note             |
| ---- | ------------------ | ----------- | ----- | ----- | ----- | --------------- | --------------- | --------------- | ------ | ---------------- |
|      | Yulimar Rojas      | Venezuela   | 15,41 | 14,53 | x     | 15,25           | x               | 15,67           | 15,67  | Record mondiale  |
|      | Patrícia Mamona    | Portogallo  | 14,91 | 12,30 | x     | 15,01           | 14,66           | 14,97           | 15,01  | Record nazionale |
|      | Ana Peleteiro      | Spagna      | 14,55 | 14,77 | x     | 14,63           | 14,87           | 14,65           | 14,87  | Record nazionale |
| 4    | Shanieka Ricketts  | Giamaica    | x     | x     | 14,47 | 14,84           | 14,62           | 14,76           | 14,84  |                  |
| 5    | Liadagmis Povea    | Cuba        | 14,70 | 14,70 | 14,52 | 14,31           | 14,38           | 14,50           | 14,70  |                  |
| 6    | Hanna Minenko      | Israele     | 14,52 | 14,60 | 14,27 | 14,29           | x               | x               | 14,60  |                  |
| 7    | Keturah Orji       | Stati Uniti | 14,59 | 14,10 | 13,82 | 14,12           | 14,43           | x               | 14,59  |                  |
| 8    | Kimberley Williams | Giamaica    | 13,77 | x     | 14,51 | 14,12           | 14,47           | 14,28           | 14,51  |                  |
| 9    | Rouguy Diallo      | Francia     | 14,38 | 14,28 | x     | Non qualificata | Non qualificata | Non qualificata | 14,38  |                  |
| 10   | Caterine Ibargüen  | Colombia    | 14,25 | 14,01 | 14,19 | Non qualificata | Non qualificata | Non qualificata | 14,25  |                  |
| 11   | Kristiina Mäkelä   | Finlandia   | 14,17 | 14,03 | 13,90 | Non qualificata | Non qualificata | Non qualificata | 14,17  |                  |
| 12   | Thea LaFond        | Dominica    | x     | 12,57 | x     | Non qualificata | Non qualificata | Non qualificata | 12,57  |                  |